# Drosophila acutilabella
Espèce
Drosophila acutilabella est une espèce d'insectes diptères de la famille des Drosophilidae.

## Systématique
L'espèce Drosophila acutilabella a été décrite en 1953 par l'entomologiste américain Harrison D. Stalker (d).